# 視察
| ウィキペディアには「視察」という見出しの百科事典記事はありません（タイトルに「視察」を含むページの一覧/「視察」で始まるページの一覧）。 代わりにウィクショナリーのページ「視察」が役に立つかもしれません。 |